# Belgier (hest)
 For alternative betydninger, se belgier. (Se også artikler, som begynder med belgier)
Belgiere, også kaldet brabantere, er en hesterace fra Belgien. Belgiere er koldblod og er store og kraftige heste. 
Gennemsnitshøjde og -vægt for en belgierhingst er 168 cm og 900 kg og tilsvarende for en hoppe 164 cm og 700 kg. Verdens største nulevende hest er en belgier ved navn Big Jake, der måler over 2 meter på lansemærket.
Belgiere benyttes fortsat som trækdyr, herunder i forbindelse med opvisninger og til ridning. Hestene benyttes også til slagtning og anses at have en delikat smag.